# لوکا لیونلو
لوکا لیونلو (ایتالیایی: Luca Lionello؛ زادهٔ ۹ ژانویهٔ ۱۹۶۴) بازیگر اهل ایتالیا است. وی از سال ۱۹۸۵ میلادی تاکنون مشغول فعالیت بوده‌است.
از فیلم‌ها یا برنامه‌های تلویزیونی که وی در آن نقش داشته‌است، می‌توان به مصائب مسیح، ماری، قطعات نمایشی کوتاه، گانگستر، مظنون و پازولینی اشاره کرد.
وی همچنین برندهٔ جوایزی همچون جشنواره بین‌المللی فیلم ترانسیلوانیا شده است. او تا سال ۲۰۰۴ بی‌دین بود و پس از آن، به‌خاطر تجربه‌اش در فیلم‌برداری فیلم مصائب مسیح به دین مسیحیت گروید.